# Cylindrocaulus bucerus
Cylindrocaulus bucerus là một loài bọ cánh cứng trong họ Passalidae. Loài này được Fairmaire miêu tả khoa học năm 1880.